# Bréhan
Ne doit pas être confondu avec Bréhand.
Bréhan [bʁeɑ̃] est une commune française, située dans le département du Morbihan en région Bretagne.

## Géographie

### Situation
Bréhan est dans le nord du département du Morbihan, et limitrophe de celui des Côtes-d'Armor. Après avoir fait partie pendant deux siècles du canton de Rohan, Bréhan appartient depuis la réforme administrative de 2015 au canton de Grand-Champ. La commune fait partie de l'intercommunalité Pontivy Communauté et de l'arrondissement de Pontivy.

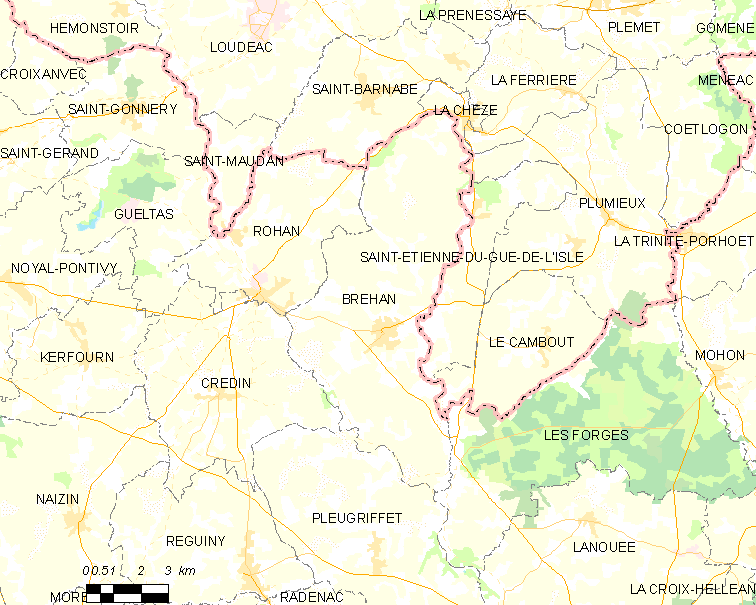
Carte de Bréhan et des communes avoisinantes.

| Saint-Barnabé (Côtes-d'Armor) | La Chèze (Côtes-d'Armor) | La Ferrière (Côtes-d'Armor) Plumieux (Côtes-d'Armor)                      |
| Rohan                         | Bréhan                   | Saint-Étienne-du-Gué-de-l'Isle (Côtes-d'Armor) Le Cambout (Côtes-d'Armor) |
| Crédin                        | Pleugriffet              | Forges de Lanouée                                                         |

### Relief et hydrographie
L'Oust au sud et son affluent de rive gauche le Lié à l'est servent de limites au finage communal (l'Oust avec Crédin et Pleugriffet ; le Lié avec La Chèze, Saint-Étienne-du-Gué-de-l'Isle et Forges de Lanouée). Leur confluence est dans l'angle sud-est du territoire communal et est l'endroit le plus bas de la commune : 45 mètres. Dans cette commune dont le territoire est étiré en longueur dans le sens nord-sud, le point le plus élevé est dans sa partie nord : 154 mètres près de Quillien. Le bourg, en position relativement centrale dans la commune, est vers 100 mètres d'altitude.
La partie nord de la commune est traversée par le Ruisseau d'Estuer, un affluent de rive droite du Lié qui, dans sa partie amont sert de limite communale avec l'ancienne commune de Saint-Samson, désormais annexée par celle de Rohan. Le modeste ruisseau du Quengo, affluent de rive gauche de l'Oust, sert aussi de limite communale avec Rohan

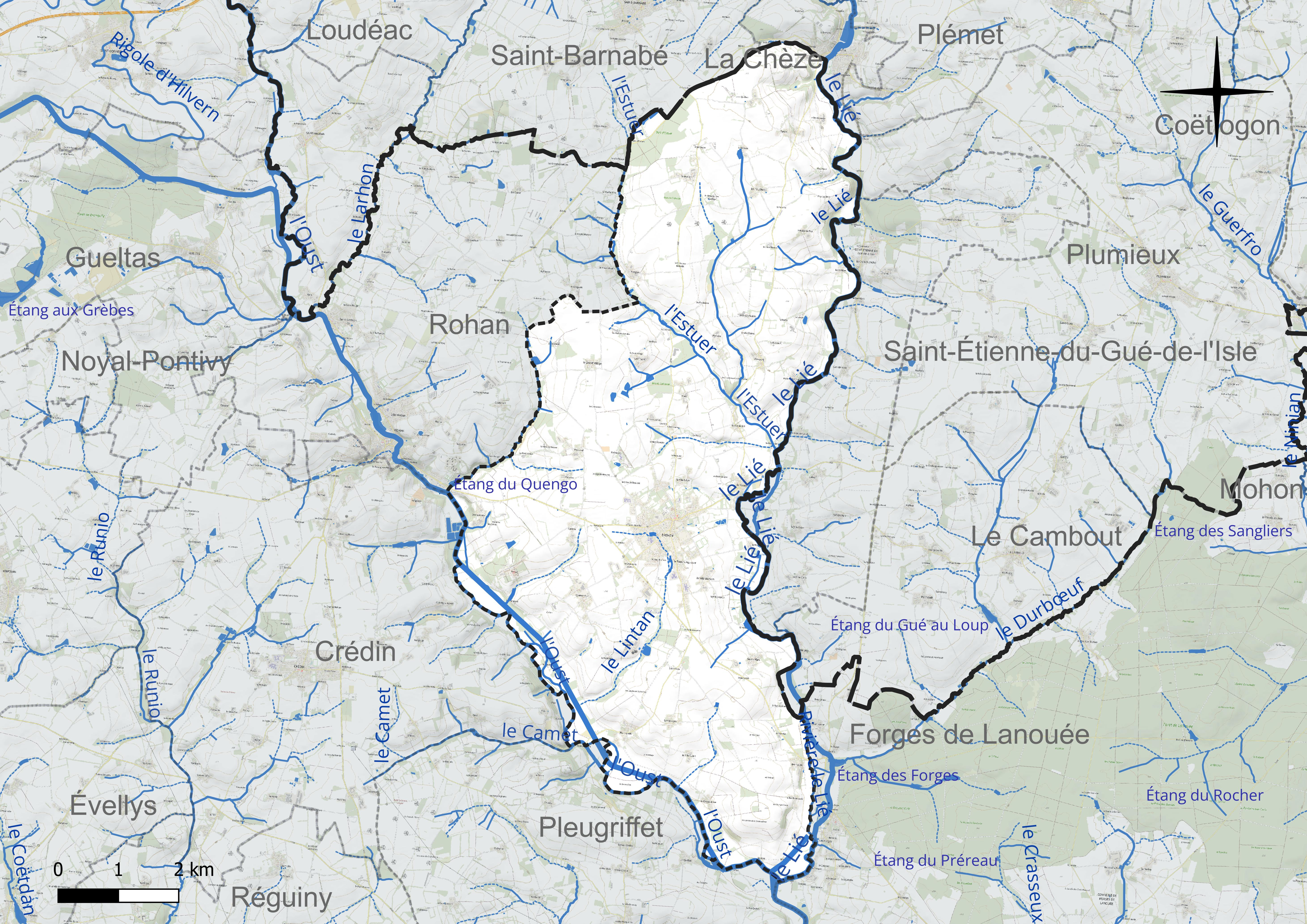
Carte du réseau hydrographique de Bréhan.
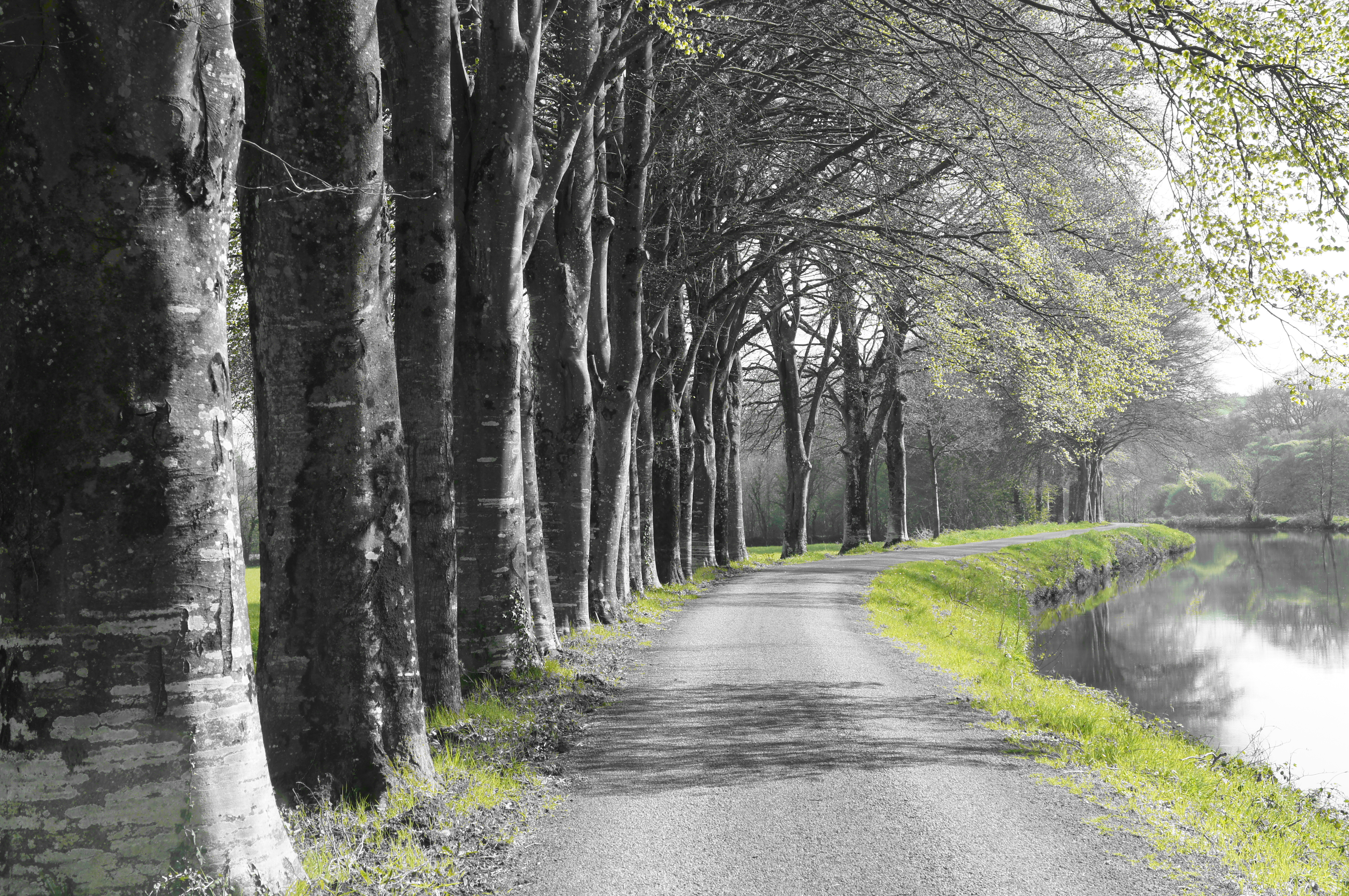
Le chemin de halage à hauteur de l'abbaye de Timadeuc.

Le Canal de Nantes à Brest emprunte pour partie le cours de l'Oust, mais a un tracé distinct et rectiligne de la rivière, dont il courcircuite les méandres) (canal latéral), dans la partie centrale de sa traversée de la commune.

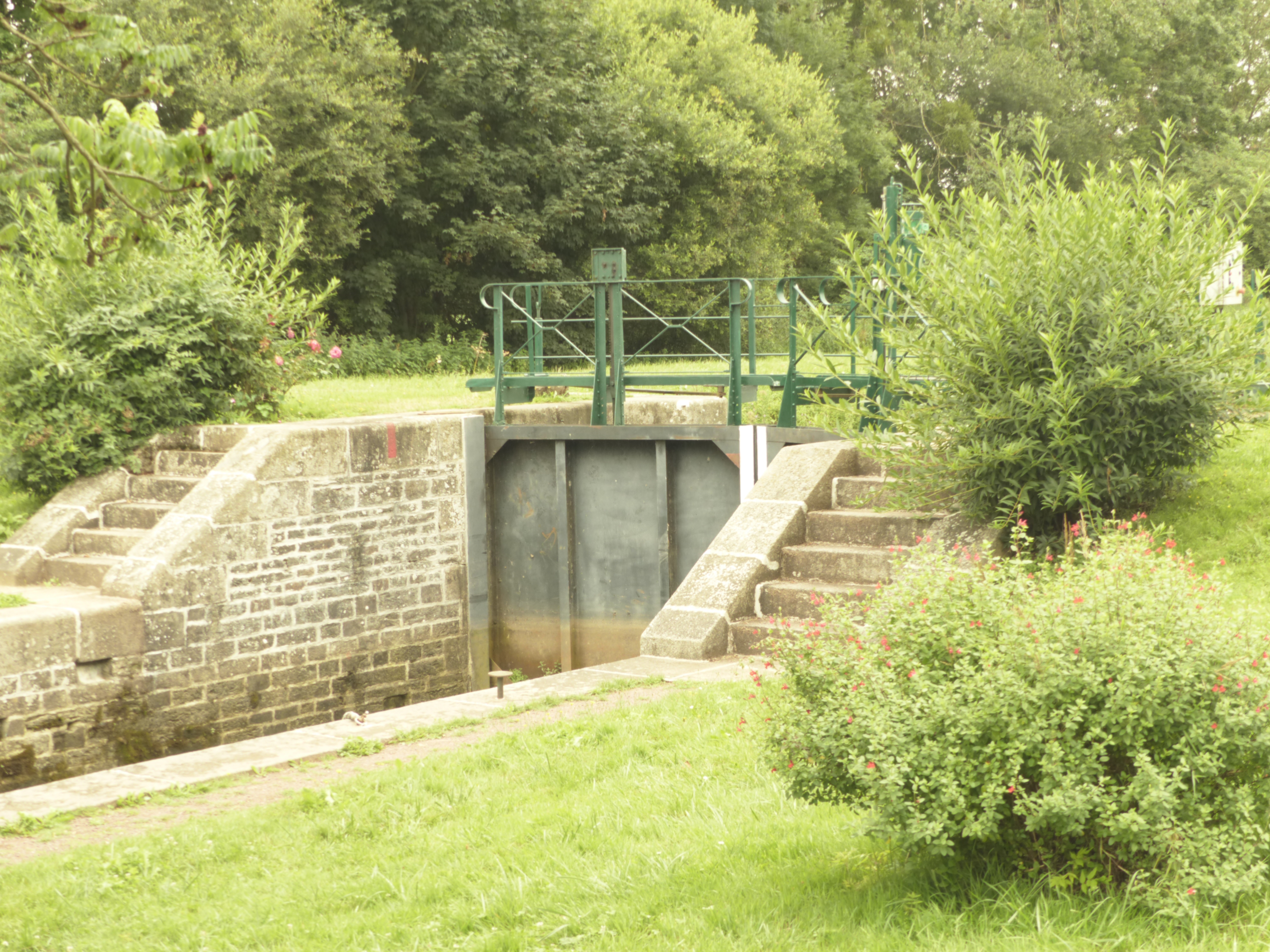
L'écluse de Timadeuc[1].
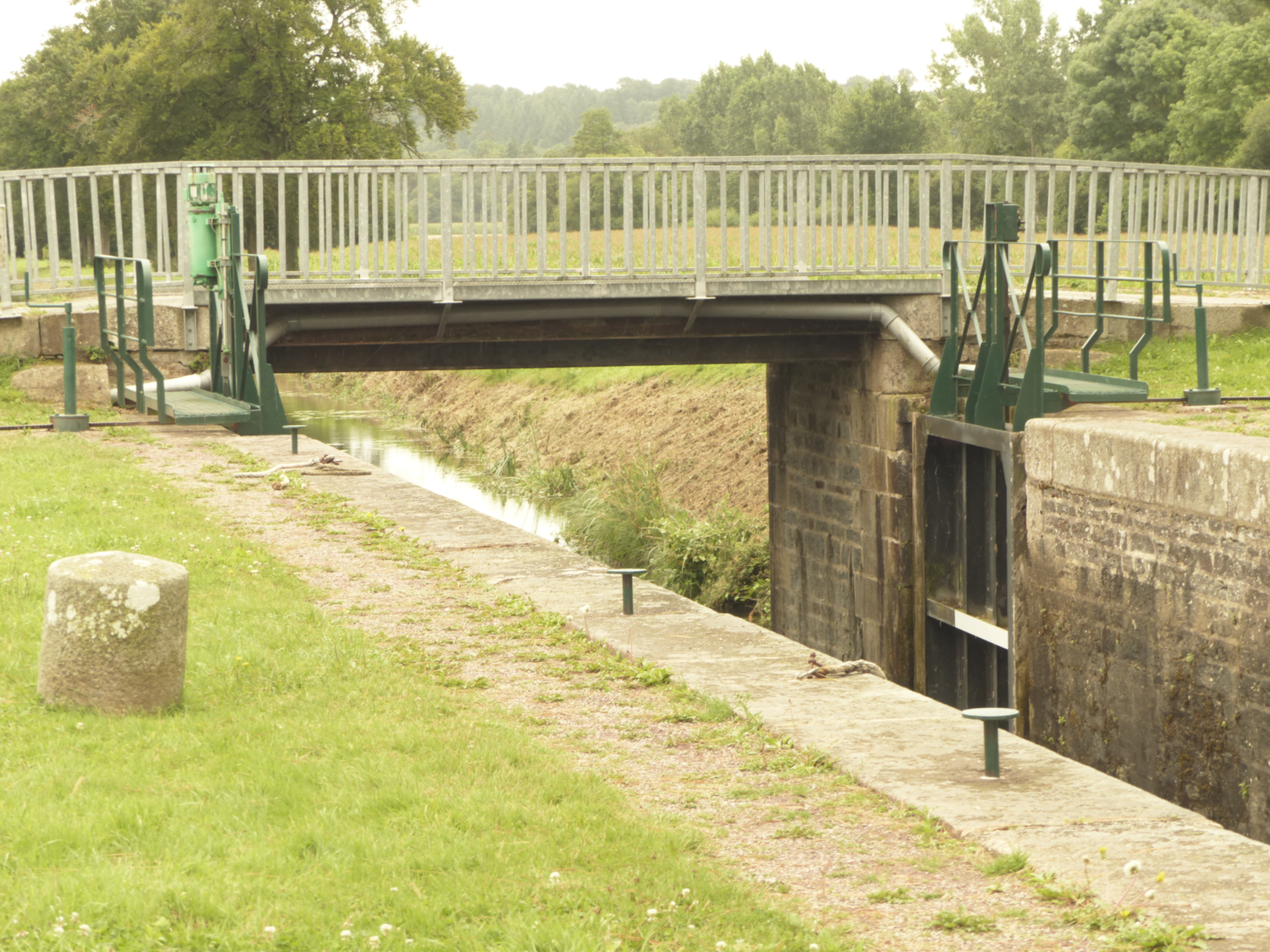
L'écluse et le pont routier de l'Île[2].
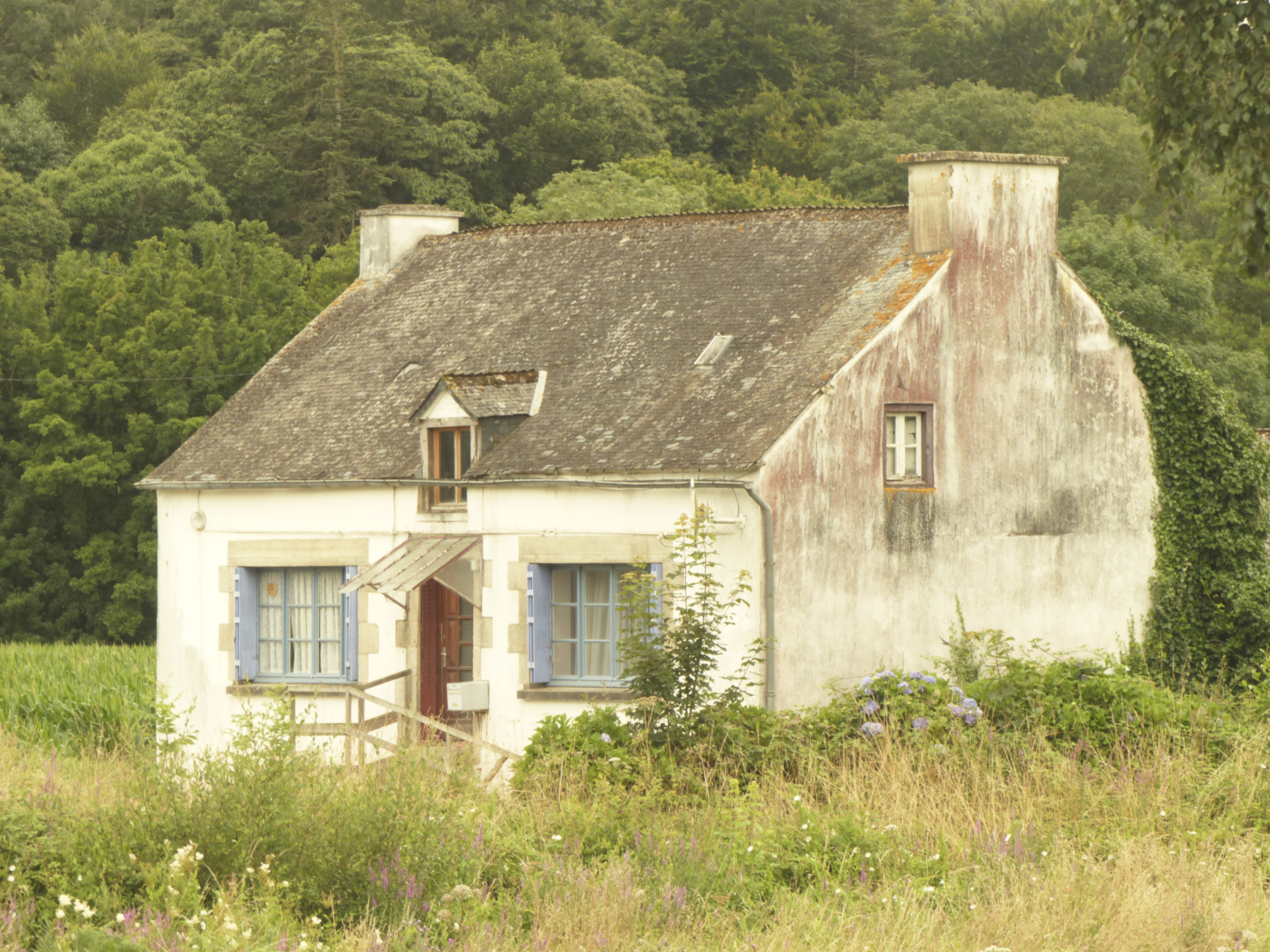
La maison éclusière de Penhouët[3].
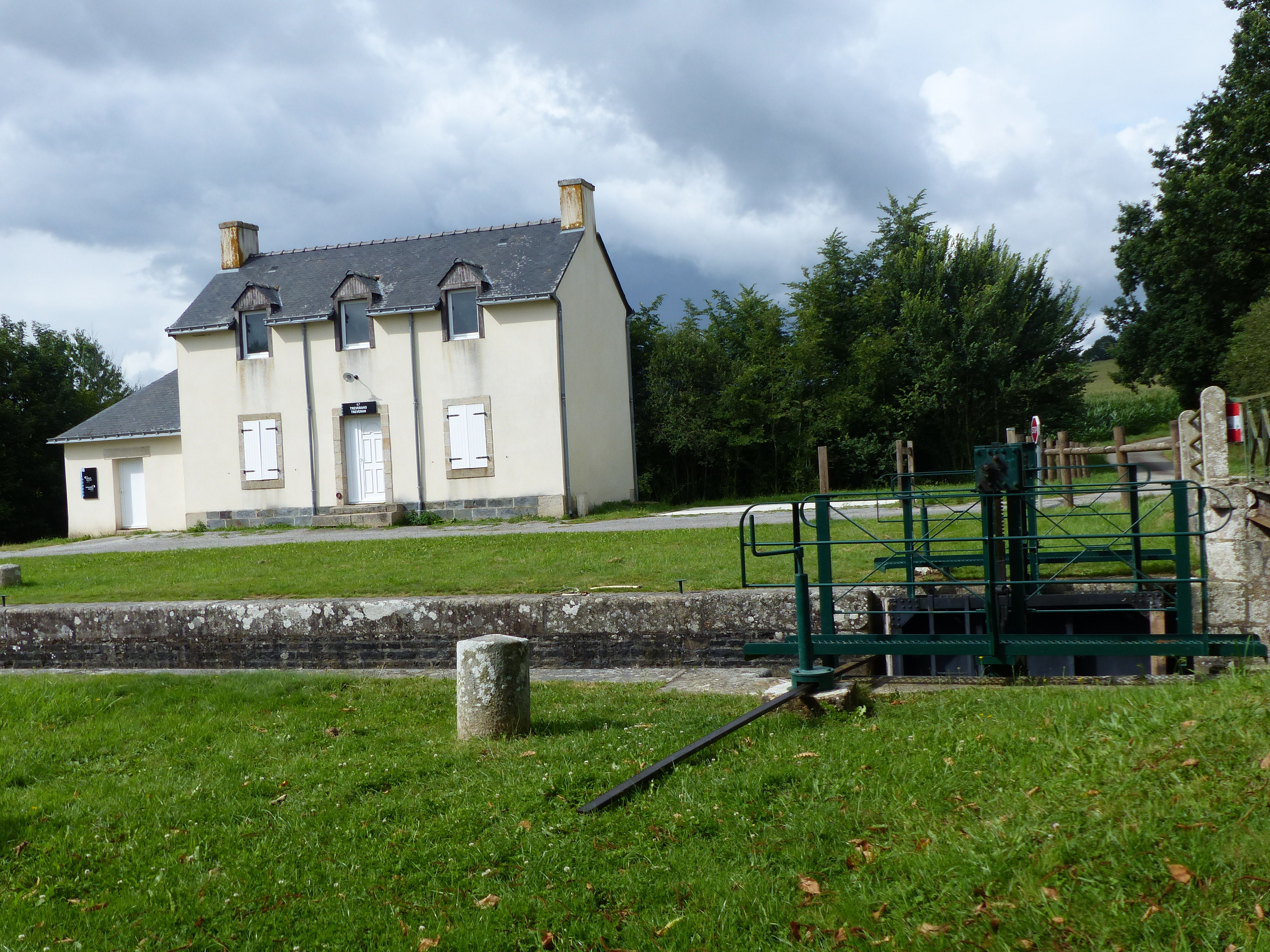
L'écluse et la maison éclusière de Trévérand.
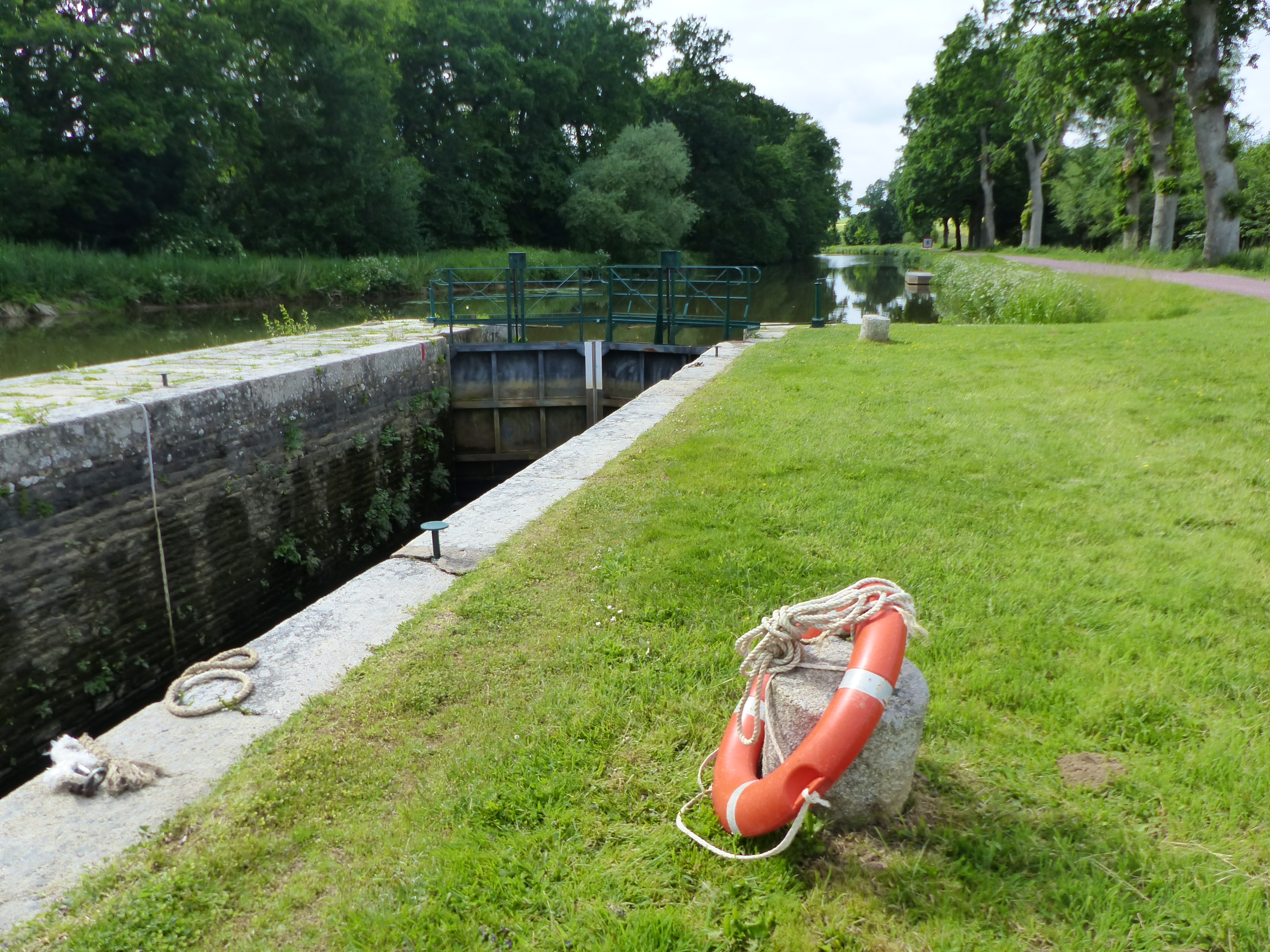
L'écluse de la Grenouillère.
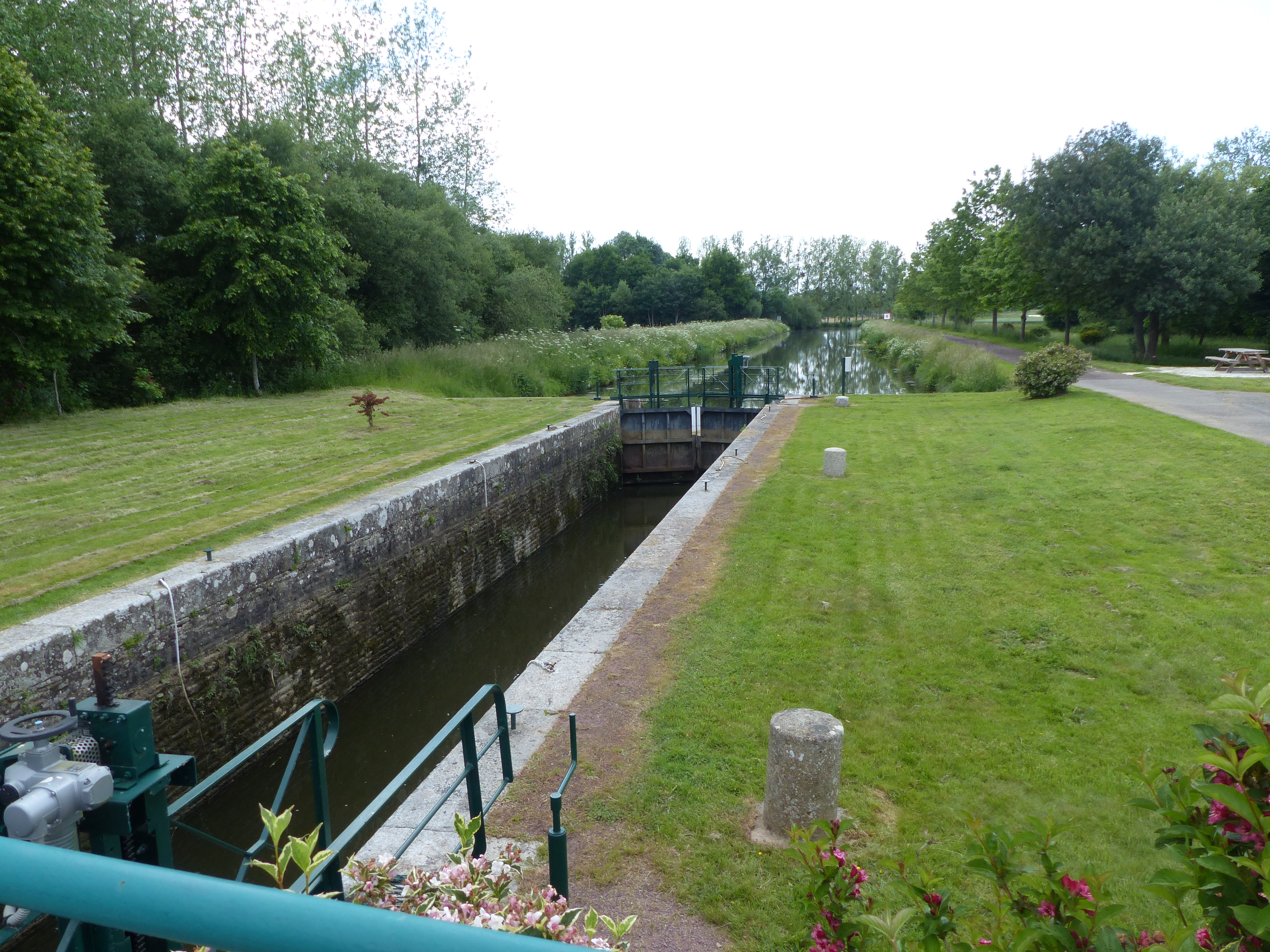
L'écluse de Griffet.

### Hydrographie
Pour un article plus général, voir Réseau hydrographique du Morbihan.
La commune est située dans le bassin Loire-Bretagne. Elle est drainée par le canal de Nantes à Brest, l'Oust, le Lié, l'Estuer et le Lintan, et divers autres petits cours d'eau,.
Le canal de Nantes à Brest est un canal, chenal et un estuaire et un cours d'eau naturel navigable sur une grande partie de son cours, d'une longueur de 364 km. Il prend sa source dans la commune de Nort-sur-Erdre et se jette  dans la Loire à Nantes. 
L'Oust, d'une longueur de J8-−0 230 km, prend sa source dans la commune de La Harmoye et se jette  dans la Vilaine à Rieux, après avoir traversé 46 communes. 
Le Lié, d'une longueur de J81-0 300 km, prend sa source dans la commune de Plœuc-L'Hermitage et se jette  dans l'Oust à Forges de Lanouée, après avoir traversé 15 communes. 

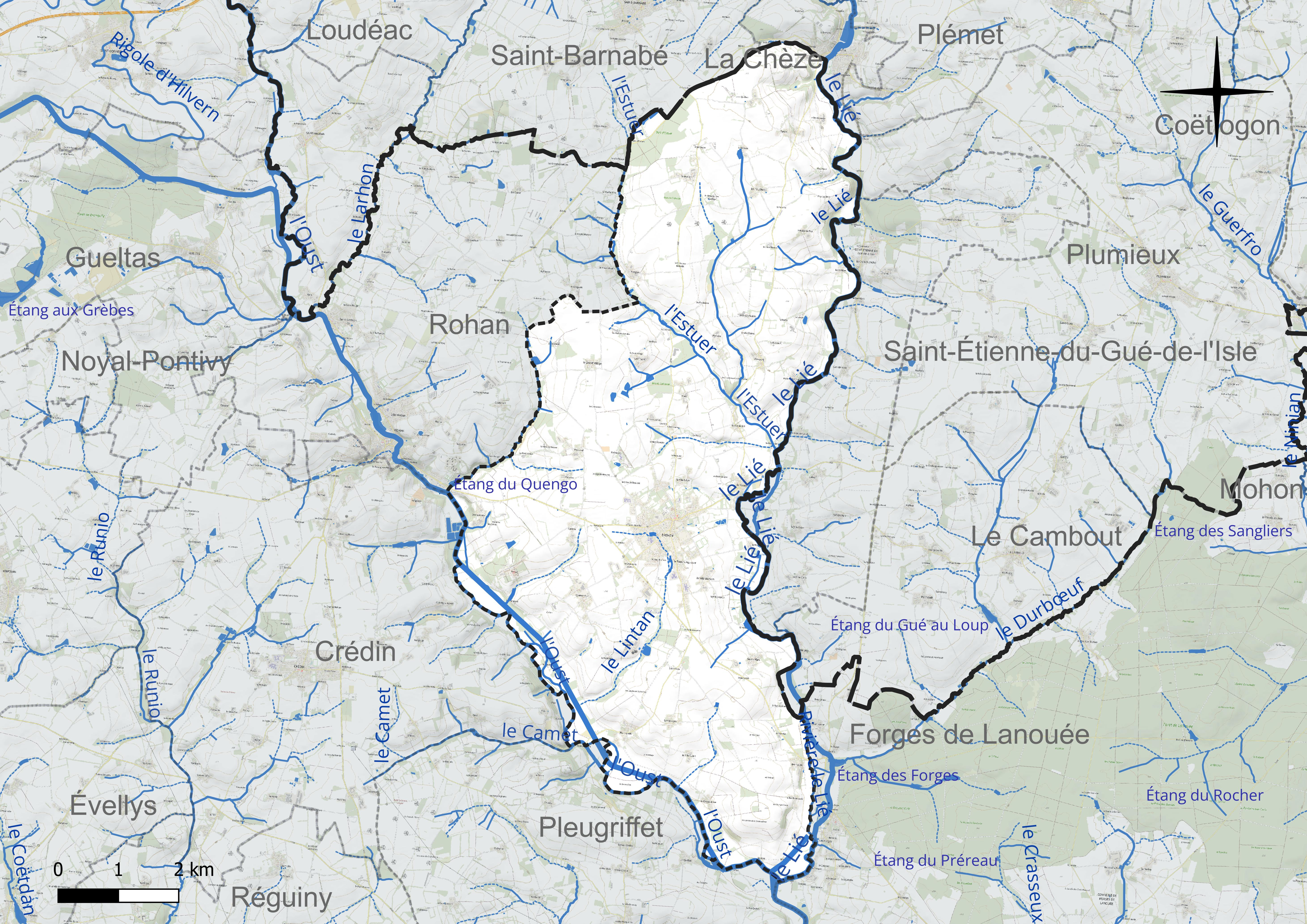
Réseau hydrographique de Bréhan.

Deux plans d'eau complètent le réseau hydrographique : la Plage de Jégu (0,52 ha) et l'étang du Quengo, d'une superficie totale de 1 ha (0,07 ha sur la commune),.

### Climat
Pour des articles plus généraux, voir Climat de la Bretagne et Climat du Morbihan.
En 2010, le climat de la commune est de type climat océanique franc, selon une étude du CNRS s'appuyant sur une série de données couvrant la période 1971-2000. En 2020, Météo-France publie une typologie des climats de la France métropolitaine dans laquelle la commune est exposée à un climat océanique et est dans une zone de transition entre les régions climatiques « Finistère nord » et « Bretagne orientale et méridionale, Pays nantais, Vendée ». Parallèlement l'observatoire de l'environnement en Bretagne publie en 2020 un zonage climatique de la région Bretagne, s'appuyant sur des données de Météo-France de 2009. La commune est, selon ce zonage, dans la zone « Intérieur Est », avec des hivers frais, des étés chauds et des pluies modérées.
Pour la période 1971-2000, la température annuelle moyenne est de 11,2 °C, avec une amplitude thermique annuelle de 12,1 °C. Le cumul annuel moyen de précipitations est de 853 mm, avec 13,6 jours de précipitations en janvier et 6,4 jours en juillet. Pour la période 1991-2020, la température moyenne annuelle observée sur la station météorologique la plus proche, située sur la commune de Loudéac à 14 km à vol d'oiseau, est de 11,5 °C et le cumul annuel moyen de précipitations est de 922,6 mm,. Pour l'avenir, les paramètres climatiques de la commune estimés pour 2050 selon différents scénarios d'émission de gaz à effet de serre sont consultables sur un site dédié publié par Météo-France en novembre 2022.

### Transports
Bréhan est traversé par la D 2 qui, côté ouest, vient de Rohan et, côté est, devient la D 66 dans les Côtes-d'Armor et se dirige vers Plumieux ; la D 12 s'embranche sur la route précédente au sud-ouest du bourg de Bréhan et se dirige vers le sud-est en direction des Forges de Lanouée ; mais la commune est à l'écart des grands axes de circulation.
Le Canal de Nantes à Brest sert uniquement désormais à une navigation de plaisance.

### Paysages et habitat
Bréhan présentait avant le remembrement effectué dans la décennie 1950 un paysage de bocage et conserve un habitat dispersé en de nombreux écarts formés de hameaux et fermes isolées. La commune a conservé son caractère rural ; toutefois le bourg, traditionnellement de modeste importance, a beaucoup grossi depuis la Seconde Guerre mondiale, essaimant une notable rurbanisation à ses alentours, principalement côtés ouest et sud.
Plusieurs bois de modeste dimension parsèment la commune, les principaux étant le bois d'Estuer, aux confins nord-ouest de la commune, et le bois qui entoure l'abbaye de Timadeuc.

## Urbanisme

### Typologie
Au 1er janvier 2024, Bréhan est catégorisée commune rurale à habitat très dispersé, selon la nouvelle grille communale de densité à sept niveaux définie par l'Insee en 2022.
Elle est située hors unité urbaine. Par ailleurs la commune fait partie de l'aire d'attraction de Loudéac, dont elle est une commune de la couronne,. Cette aire, qui regroupe 22 communes, est catégorisée dans les aires de moins de 50 000 habitants,.

### Occupation des sols

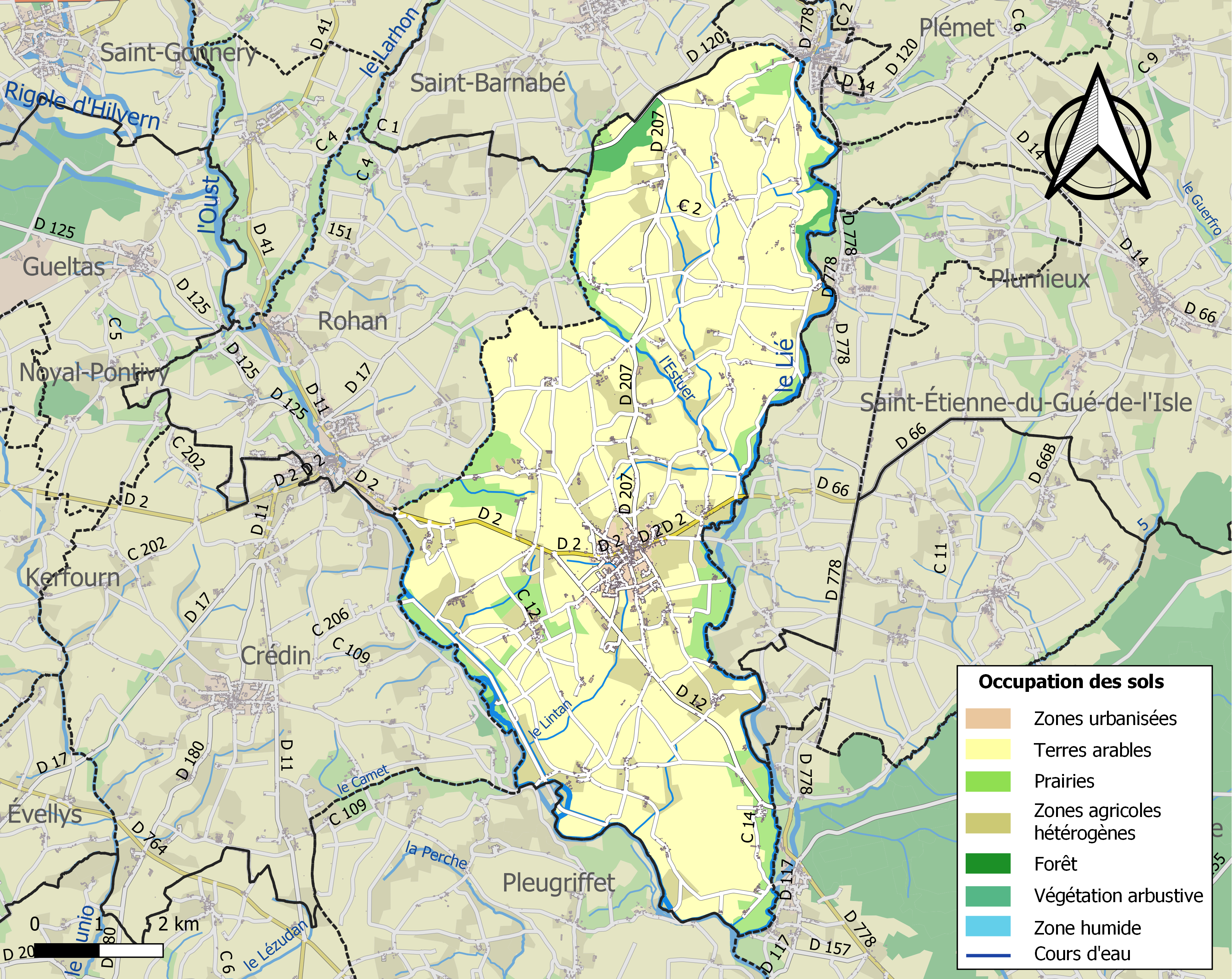
Carte des infrastructures et de l'occupation des sols de la commune en 2018 (CLC).

Le tableau ci-dessous présente l'occupation des sols de la commune en 2018, telle qu'elle ressort de la base de données européenne d’occupation biophysique des sols Corine Land Cover (CLC).
| Type d’occupation                                                                   | Pourcentage | Superficie (en hectares) |
| ----------------------------------------------------------------------------------- | ----------- | ------------------------ |
| Tissu urbain discontinu                                                             | 2,1 %       | 106                      |
| Terres arables hors périmètres d'irrigation                                         | 68,4 %      | 3528                     |
| Prairies et autres surfaces toujours en herbe                                       | 10,2 %      | 526                      |
| Systèmes culturaux et parcellaires complexes                                        | 14,9 %      | 770                      |
| Surfaces essentiellement agricoles interrompues par des espaces naturels importants | 2,8 %       | 145                      |
| Forêts de feuillus                                                                  | 1,6 %       | 80                       |
| Source : Corine Land Cover                                                          |             |                          |

L'occupation des sols est marqué par une nette prédominance des terres arables. Bréhan appartient en effet au bassin agricole de Pontivy, parfois surnommé la « Petite Beauce », une plaine s'étendant au nord, à l'est et au sud de cette ville vouée à l'agriculture intensive et caractérisée par la présence de grandes parcelles de céréales et de maïs et la rareté des haies d'arbres et des espaces boisés.

## Toponymie
Le nom de la localité est attesté sous les formes Brehant Lodoiac en 1269 et Brechant Loudeac en 1330.
Il s'agit d'un formation toponymique courante fondée sur un anthroponyme breton qui proviendrait du clan Brec'han, des immigrés venus du sud de la Grande-Bretagne, dont ils étaient chassés par les pirates saxons,[Information douteuse].
Le nom en gallo de la commune est Berhaund-Lódeyac et Brehant-Loudieg en breton, Loudieg car proche de Loudéac et pour le différencier des autres Brehan de Bretagne.

## Histoire

### Préhistoire

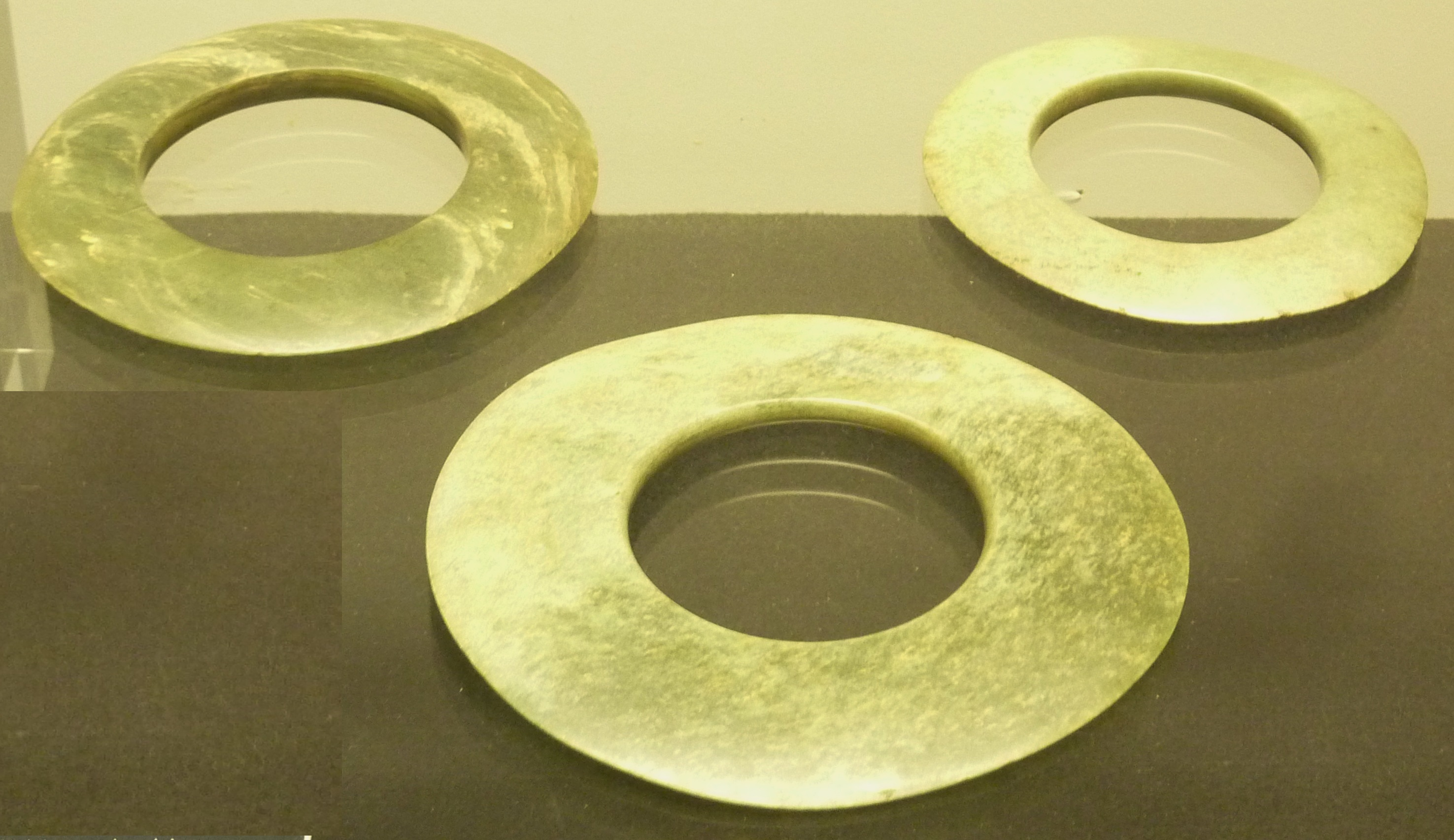
Trois anneaux (probablement des bracelets portés au-dessus du coude) en jadéite d'origine alpine trouvés en 1905 dans le tertre funéraire de la Ville Ruault (détruit depuis) situé dans l'abbaye de Timadeuc à Bréhan (vers 4900-4500 avant J.-C., musée de préhistoire de Carnac).

Un dolmen existait près de Pengamp, lais il a disparu, ayant probablement été détruit pour empierrer des chemins ; une partie d'un autre subsiste dans la lande de Saint-Yves.

### Antiquité
Un retranchement (une enceinte rectangulaire d'environ 50 mètres de long et 40 mètres de large), appelé par les habitants "Camp de César" se trouve, dominant l'Oust, dans l'angle sud-est du territoire communal (selon Joseph-Marie Le Mené, des pots remplis de cendres, donc des urnes funéraires, ont été trouvés à proximité vers 1860, mais non conservés). Des traces de deux autres camps romains se trouvent pour l'un entre Touches et Forville, et pour l'autre entre Beauval et Coetquelan.

### Moyen Âge
Bréhan serait une paroisse primitive qui englobait aussi Saint-Samson et dépendait alors de l'évêché de Saint-Brieuc.
L'an 1080, la seigneurie de Bréhand-Loudeac appartenoit à Brehand-Levieux.

#### LeXVesiècle
En 1484, la première imprimerie de Bretagne fut installée à Bréhan-Loudéac, par vouloir de Jean Rohan-du-Gué-de-l'Isle. Deux imprimeurs la mirent en place, Robin Foucquet et Jean Crès. Douze livres imprimés à Bréhan nous sont parvenus.

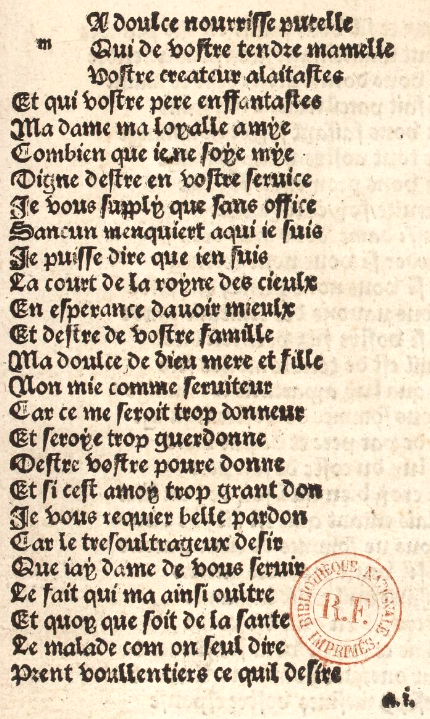
Pierre de Nesson : L'Oraison à Notre-Dame faicte par Maistre Pierre de Nesson (imprimé par Robin Foucquet et Jean Crès, de Bréhan-Loudéac) en 1484-1485.
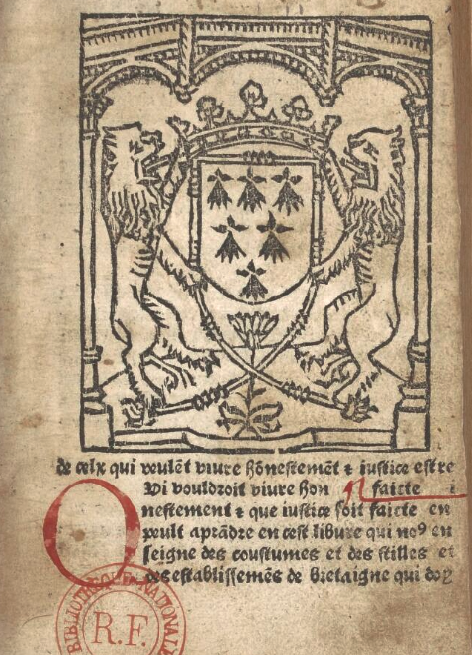
Une des pages de Coutumes et constitutions de Bretagne par Nicolas Dalier, Alain Bouchart, .. (livre imprimé en 1485 par Robin Foucquet et Jean Crès à Bréhan-Loudéac).
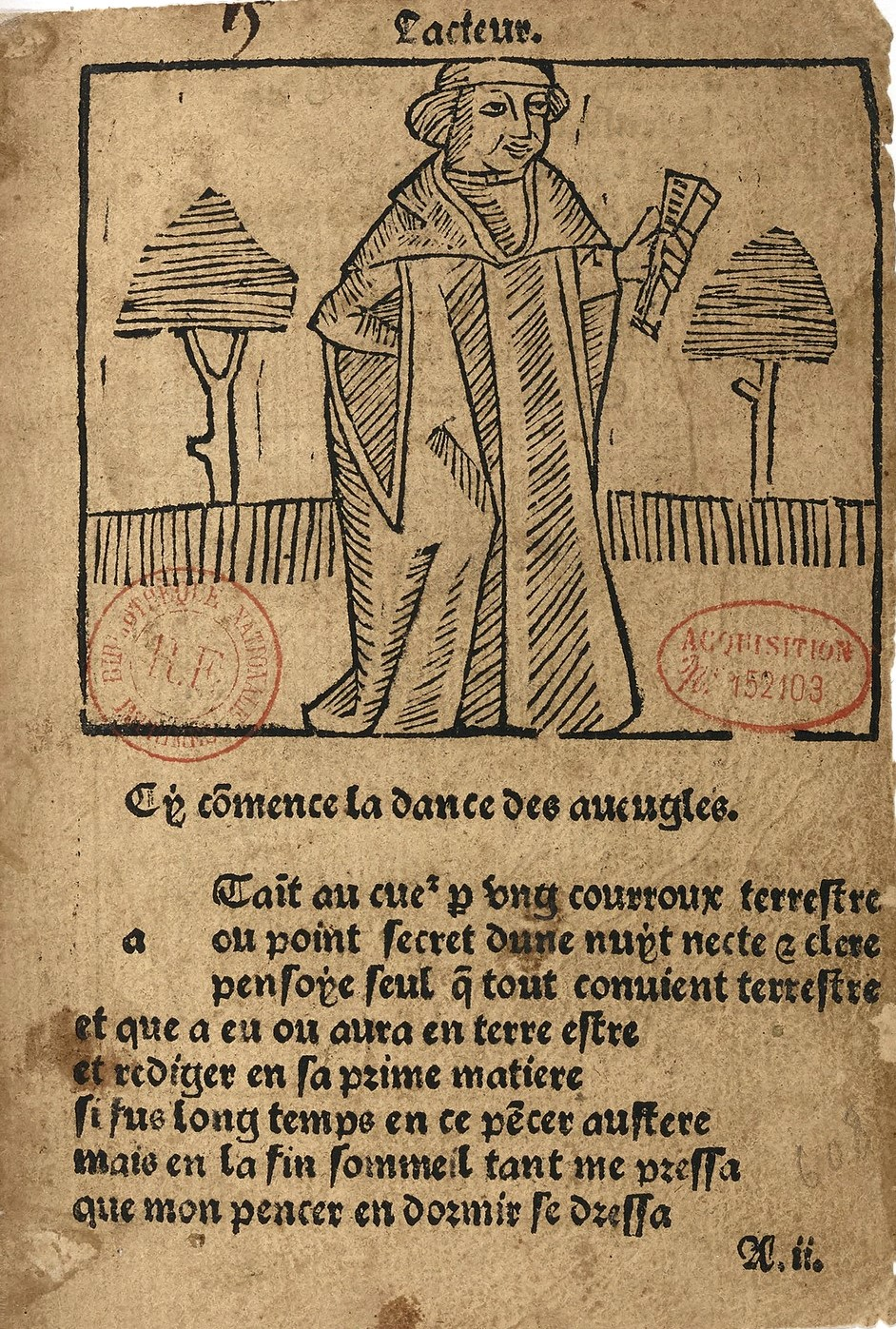
"La dance des aveugles", livre de Pierre Michault imprimé à Bréhand-Loudéac en 1485 par Robin Foucquet et Jean Crès.

### Temps modernes

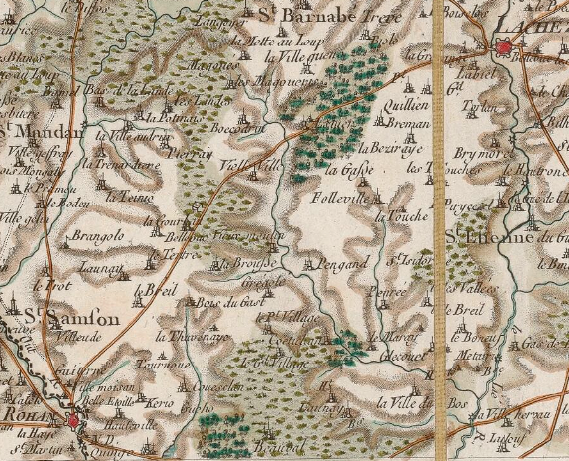
Carte de Cassini de la partie nord de la paroisse de Bréhan-Loudéac (1787).

En 1520, les manoirs de la Touche et celui de la Ville-Morvan appartenaient à Alain Aguesse ; et celui de Marn à Olivier de Barlagat.

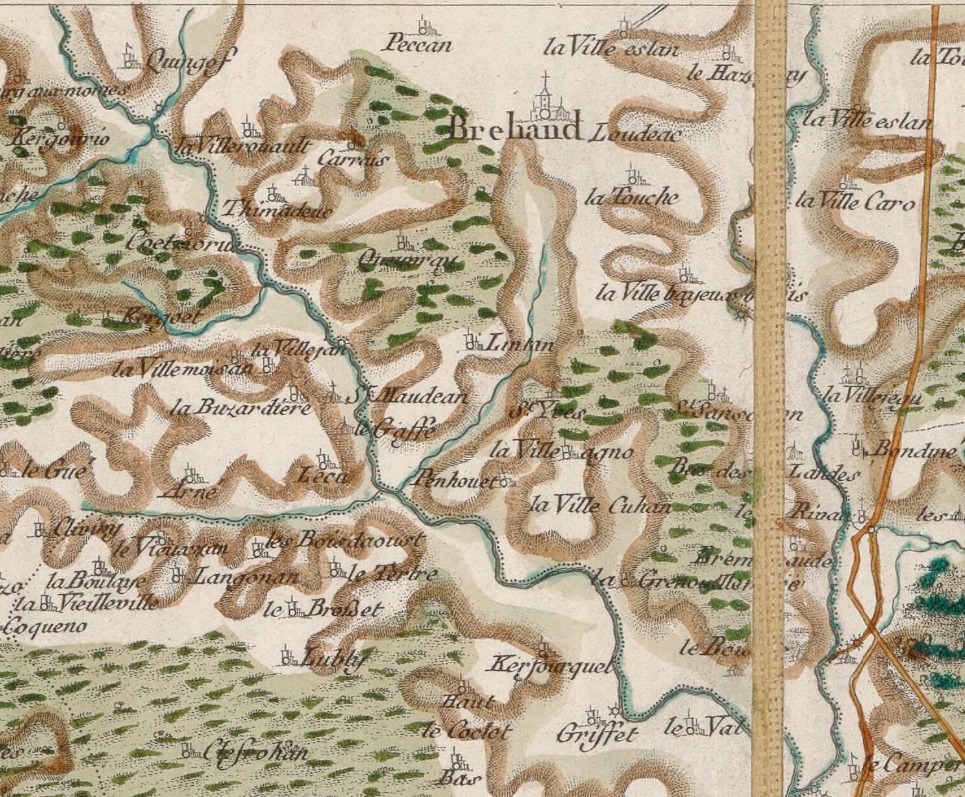
Carte de Cassini de la partie sud de la paroisse de Bréhan-Loudéac (1789).

Il existait à Bréhan une chapellenie à Doxtuel.
Jean-Baptiste Ogée décrit ainsi Bréhan-Loudéac en 1778 :

« Bréhand-Loudéac : dans un fond, entre les rivières d'Oust et du Lié ; à 11 lieues un quart au Sud de Saint-Brieuc, son Évêché ; à 15 lieues trois quarts de Rennes ; et à 3 lieues un quart de Josselin, sa subdélégation. Cette paroisse ressortit à Ploërmel. On y compte 3 000 communiants. La Cure est à l'alternative. M. le Duc de Rohan en est le seigneur. Ce territoire, arrosé des rivières d'Oust et du Lié, et coupé d'une infinité de ruisseaux, renferme beaucoup de prairies. Les terres labourables sont fertiles en grains de toute espèce ; les landes y font en grand nombre. »

Le même auteur écrit aussi que la maison de Bréhan, comte de Plélo (ses membres les plus connus sont Louis de Bréhan de Plélo et sa fille Louise-Félicité de Brehan, duchesse d'Aiguillon), et autres lieux, dispose des haute, moyenne et basse justice ; elle habitait le château de Coëthuan.

### Révolution française
Bréhan devient temporairement chef-lieu d'un canton comprenant Saint-Gouvry, Saint-Samson, Crédin et Rohan avant d'être inclus dans le canton de Rohan.
Prêtre réfractaire, Pierre Le Verger, chapelain des Forges, se réfugia à Bréhan-Loudéac, alors privé de prêtre, lors de la Terreur ; à partir du printemps 1795 i, y exerça de fait les fonctions de recteur, mais il fut arrêté le 23 février 1796 et fut emprisonné le 9 mars 1796, condamné à mort, guillotiné le 22 mars 1796 sur la place de l'Hôtel-de-Ville de Vannes.
Le 9 octobre 1799 5 chouans (Pierre Rouxel, 34 ans, de Bréhan ; Marc Barclé, 21 ans, de Plumieux ; Cyprien Raulo, 21 ans, de Bréhan ; Joseph Hautin, 21 ans, de Loudéac et Guillaume Huet, 22 ans, de Plessala) sont arrêtés à la Touche-d'en-Haut en Bréhan par des soldats bleus et conduits le surlendemain de Josselin à Vannes via Ploërmel. Lors d'un arrêt à Mi-Voie en Guillac, l'escorte des soldats (15 hommes de la 6e demi-brigade commandés par le sergent Pouet) les fusillèrent (ou les égorgèrent) pour les dépouiller, prétendant ensuite avoir été attaqués ; parmi eux Pierre Rouxel n'était probablement pas un chouan, mais un paysan qui était en train de battre du blé noir lorsqu'il fut arrêté et ayant plutôt des sympathies républicaines. Selon Jules Falher, en 1909 une croix en ruine marquait l'endroit des crimes. De nos jours une croix monolithe s'y trouve toujours, au carrefour de la D 169 et de la D 724, près du lieu-dit "Les Cours Hello" en Guillac ; elle porte l'inscription gravée en façade : « A Rouxel de Bréhand ses 4 compagnons ici fusillés 11 octobre 1799 ».

### LeXIXesiècle
En 1841 un groupe de religieux cisterciens trappistes arrive à Bréhan et y fonde un monastère, à l’emplacement de l’antique manoir des seigneurs de Timadeuc.
A. Marteville et P. Varin, continuateurs d'Ogée, décrivent ainsi Bréhan en 1843 :

« Bréhand-Loudéac : commune formée de l'ancienne paroisse de ce nom, aujourd'hui succursale (..) Foires à Saint-Yves-des-Landes, le 19 mai ; le 14 août à Bréhand ; le lendemain, si ce jour est férié. Géologie : schiste talqueux ; quelques minerais de fer. On parle le français [en fait le gallo]. »

En novembre 1880 l'expulsion des moines de l'abbaye de Timadeuc en vertu des  décrets du 29 mars 1880 provoqua de vives réactions à Bréhan : « il a fallu toute l'indulgence des Pères, toute l'influence de nos excellents prêtres bretons, pour empêcher les hommes de Bréhan-Loudéac et des environs d'accourir avec leurs fusils pour défendre leurs bienfaiteurs, ces moines que le peuple aime et vénère, parce qu'ils aiment le peuple » écrit le Courrier de Rennes qui indique aussi que le maire de Bréhan, Louis Coquantif, ceint de son écharpe, déclare : « Je viens (...) protester contre l'acte de violence qui va s'accomplir (...) ». Le maire fut suspendu pour deux mois par le préfet du Morbihan.

### LeXXesiècle

#### La Belle Époque

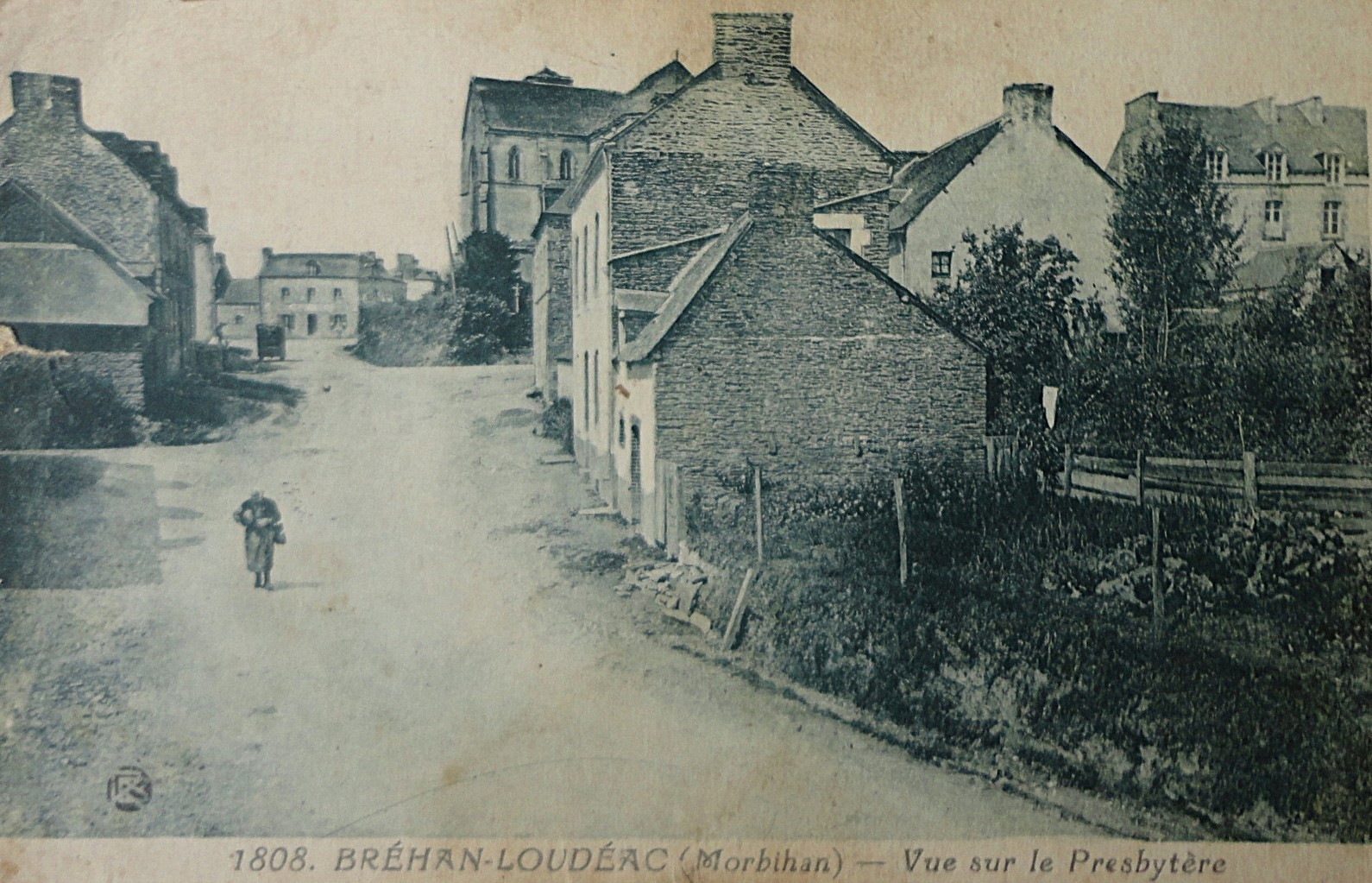
Le bourg de Bréhan vers 1910 (carte postale).
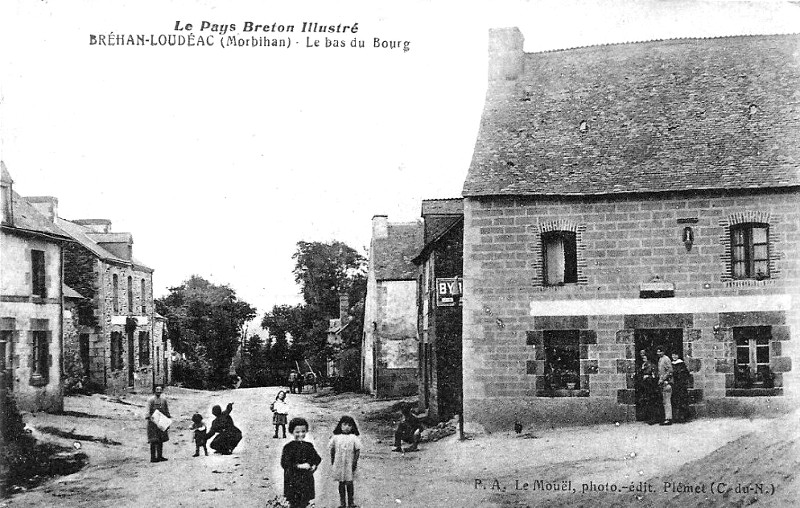
Bréhan-Loudéac : le bas du bourg au début du XXe siècle (carte postale).
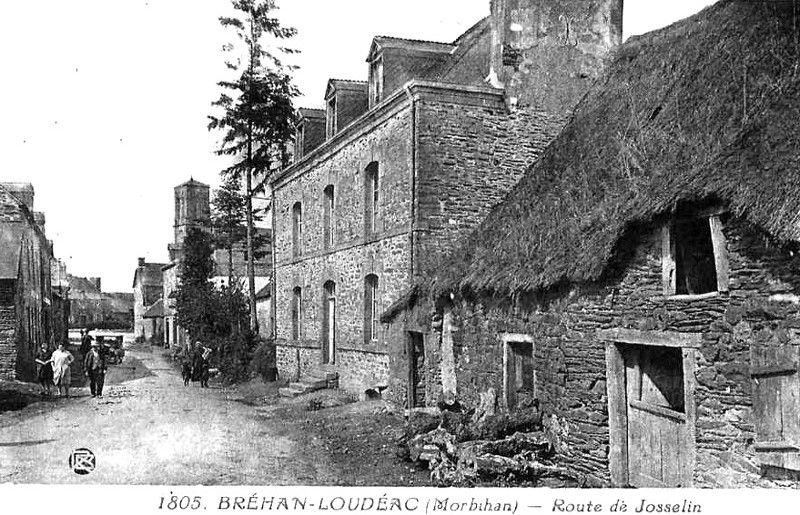
Bréhan-Loudéac : la route de Josselin au début du XXe siècle (carte postale).
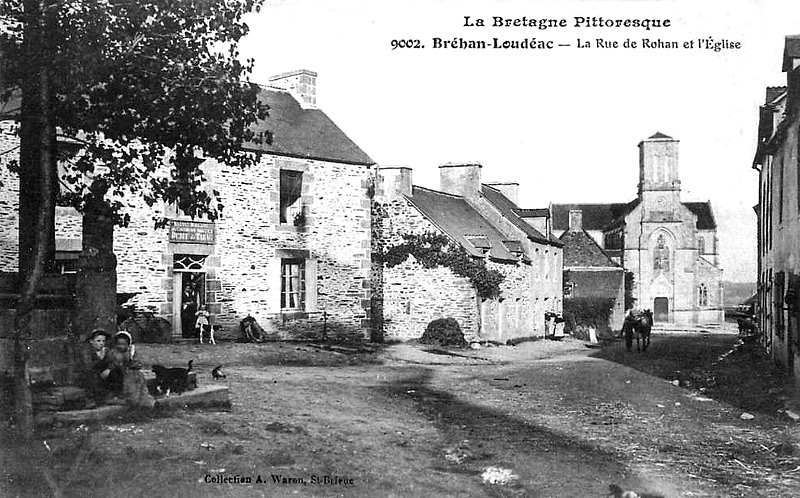
Bréhan-Loudéac : la rue de Rohan et l'église au début du XXe siècle (carte postale).

#### La Première Guerre mondiale
Le monument aux morts de Bréhan porte les noms de 147 soldats morts pour la France pendant la Première Guerre mondiale ; parmi eux 7 sont morts en Belgique, dont 6 (Victor Bougaud, Pierre Busson, Eugène Cadio, Léon Clément, François Marguet, Jean Michard) dans les combats de Maissin le 22 août 1914 et Joseph Querel à Beveren le 26 août 1914 ; Prosper Noguès est mort à Salonique (Grèce) le 10 avril 1916 des suites de ses blessures et Mathurin Jégo a été tué à l'ennemi le 10 décembre 1916 en Serbie ; Isidore Le Net et Jean Lorillé sont morts en captivité en Allemagne ; les autres sont décédés sur le sol français dont Félix Gautier, décoré de la Légion d'honneur et de la Croix de guerre, 10 (François Boschet, Aristide Buchon, Joseph Cadin, Louis Cadoret, Eugène Deslandes, Isidore Fraval, Jean Lorand, Théophile Mariage, Alexandre Thétiot et Pierre Tual) décorés de la Médaille militaire et de la Croix de guerre et 5 (Prosper Busson, Auguste Cressan, Pierre Le Brazidec, Alphonse Le Cam et Pierre Pichot) de la Croix de guerre.

#### L'Entre-deux-guerres
Le monument aux morts de Brėhan est inauguré le 1er octobre 1921 : il a la forme d'un pilier commémoratif surmonté d'un obélisque reposant sur deux boules et portant sur sa façade avant une croix latine, une couronne de lauriers et une épée. Le monument est entouré de chaînes portées par quatre piliers.

#### La Seconde Guerre mondiale
Paul Chenailler, dit "colonel Morice", responsable de la résistance dans le Morbihan, installa son PC à Bréhand-Loudéac, à la fin de l'année 1943.
Le monument aux morts de Bréhan porte les noms de 8 personnes mortes pour la France pendant la Seconde Guerre mondiale. Parmi elles également Jean Thomas (père Gwenaël), moine à l'abbaye de Timadeuc, résistant (ainsi que plusieurs autres moines de l'abbaye), dénoncé et arrêté lors de la rafle au monastère le 14 juin 1943, interné et torturé par la Gestapo, puis déporté au camp de concentration de Neuengamme où il est mort le 3 janvier 1945.
Des pilleurs de ferme, se prévalant à tort d'être des résistants, furent condamnés par la Cour d'assises du Morbihan en juin 1949 pour des actes commis en juin et juillet 1944 dans les communes de Bréhan-Loudéac et Crédin.

#### L'après Seconde Guerre mondiale
En 1945 le journal communiste L'Espoir du Morbihan reproche au propriétaire de l'"Hôtel du Centre" d'avoir refusé de donner à manger à deux déportés politiques de retour des camps de concentration et en 1946 à un cultivateur de la commune de mieux nourrir ses commis, des prisonniers de guerre allemands, en les gavant de soupe au lait, alors qu'ils refusent de donner du lait à des mères de famille ayant des enfants en bas âge.
L'enquête préalable aux opérations du remembrement est organisée en novembre 1950.
Le château de Coëthuan, ancien château des seigneurs de Bréhan, est détruit par un incendie en 1961.
Par décret en date du 27 septembre 1977 la commune de Bréhan-Loudéac porte désormais le nouveau nom de Bréhan.

## Démographie
L'évolution du nombre d'habitants est connue à travers les recensements de la population effectués dans la commune depuis 1793. Pour les communes de moins de 10 000 habitants, une enquête de recensement portant sur toute la population est réalisée tous les cinq ans, les populations de référence des années intermédiaires étant quant à elles estimées par interpolation ou extrapolation. Pour la commune, le premier recensement exhaustif entrant dans le cadre du nouveau dispositif a été réalisé en 2008.

En 2022, la commune comptait 2 298 habitants, en évolution de −0,69 % par rapport à 2016 (Morbihan : +3,82 %, France hors Mayotte : +2,11 %).
| 1793  | 1800  | 1806  | 1821  | 1831  | 1836  | 1841  | 1846  | 1851  |
| ----- | ----- | ----- | ----- | ----- | ----- | ----- | ----- | ----- |
| 2 538 | 2 596 | 2 624 | 2 389 | 2 427 | 2 480 | 2 346 | 2 433 | 2 400 |

| 1856  | 1861  | 1866  | 1872  | 1876  | 1881  | 1886  | 1891  | 1896  |
| ----- | ----- | ----- | ----- | ----- | ----- | ----- | ----- | ----- |
| 2 479 | 2 439 | 2 487 | 2 445 | 2 497 | 2 462 | 2 559 | 2 555 | 2 686 |

| 1901  | 1906  | 1911  | 1921  | 1926  | 1931  | 1936  | 1946  | 1954  |
| ----- | ----- | ----- | ----- | ----- | ----- | ----- | ----- | ----- |
| 2 709 | 2 596 | 2 646 | 2 406 | 2 407 | 2 459 | 2 424 | 2 287 | 2 095 |

| 1962  | 1968  | 1975  | 1982  | 1990  | 1999  | 2006  | 2008  | 2013  |
| ----- | ----- | ----- | ----- | ----- | ----- | ----- | ----- | ----- |
| 1 997 | 1 885 | 2 005 | 2 257 | 2 284 | 2 314 | 2 311 | 2 307 | 2 330 |

| 2018  | 2022  | - | - | - | - | - | - | - |
| ----- | ----- | - | - | - | - | - | - | - |
| 2 297 | 2 298 | - | - | - | - | - | - | - |

## Culture locale et patrimoine

### Lieux et monuments

#### L'imprimerie bréhannaise
Au cours de l'année 1484, Jean I de Rohan-Gué-de-l'Isle s'assure les services de Robin Fouquet, maître imprimeur, et de Jean Crès, compagnon, afin de faire fonctionner la première presse d'imprimerie bretonne. La présence d'un, voire deux moulins à papier sur les rives du Lié, appartenant au même Jean I Rohan-Gué-de-l'Isle, aide à la réussite du projet et, le 16 décembre 1484, sort le premier incunable breton : Le Trespassement Nostre-Dame,,.
À cette époque, le moulin à papier produit 1 000 rames de papier par an, principalement destinées à l'écriture et à l'emballage. À présent ce moulin est reconverti dans la production de farine, mais les moulins de la Ville-Jégu ont conservé le nom de « moulins à papier ».

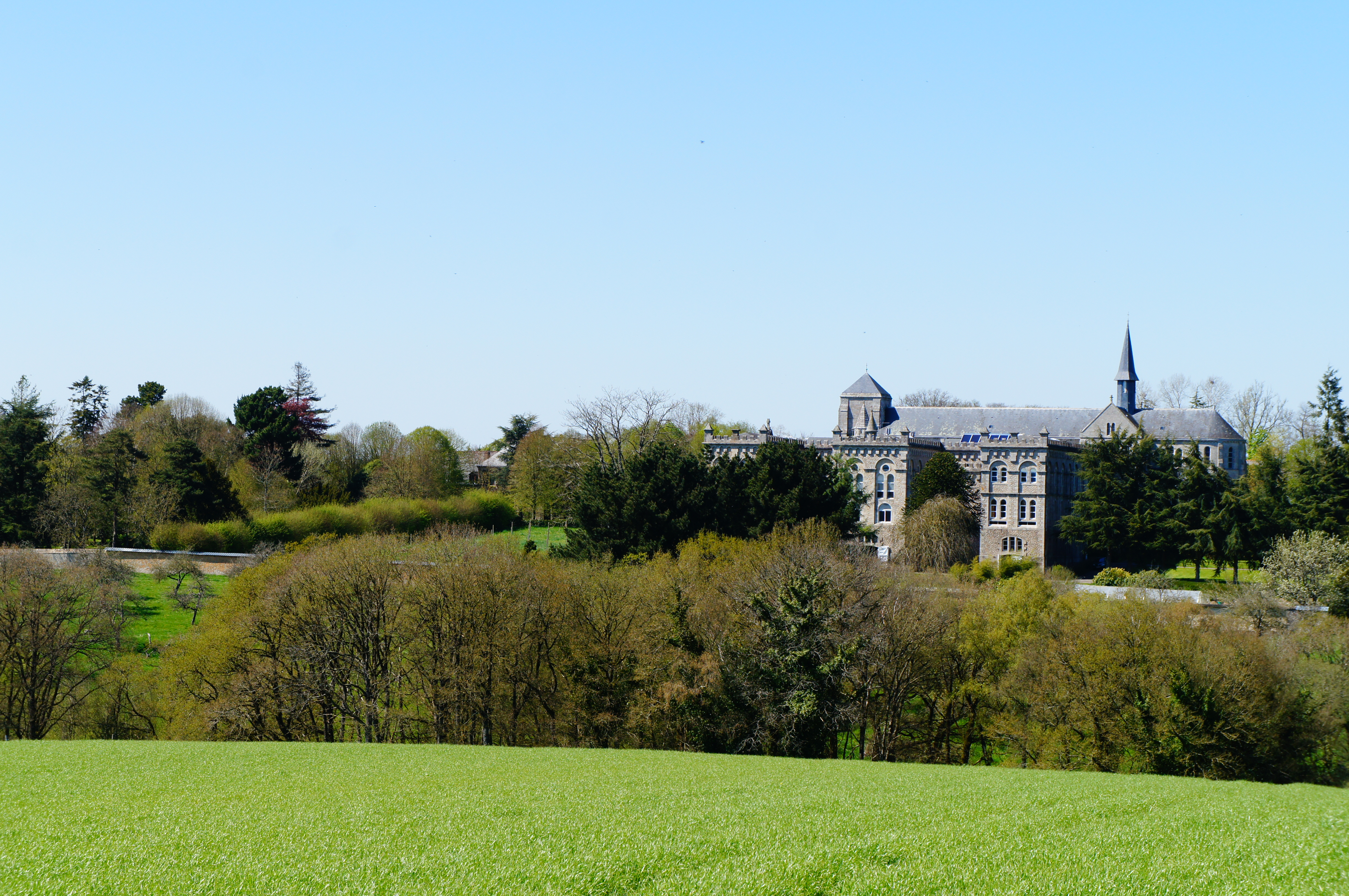
L'abbaye Notre-Dame de Timadeuc.

#### L'église Notre-Dame de Bréhan
Reconstruite sur les ruines de l'ancienne église entre 1880 et 1884, l'église paroissiale de Bréhan a été inaugurée et consacrée le 10 septembre 1884. De style néo-gothique, ce grand édifice en pierres enduites est dessiné sur le plan d'une croix latine. Le clocher inachevé est sujet à deux hypothèses : la première, veut que faute de moyens, la construction de l'édifice ait été arrêtée avant la fin ; la seconde, suppose que le terrain n'aurait pas supporté le poids d'un clocher classique. L'intérieur en revanche est très richement doté, tant au point de vue mobilier que décoratif (statuaire, boiseries, stalles de bois).

#### Les chapelles

##### La chapelle Saint-Marc
La chapelle originelle date du XVIe siècle et a été dédiée à saint Samson. Partiellement démolie puis reconstruite en 1775 par le marquis de Grasse sur la même forme rectangulaire. La nouvelle chapelle conserve tout de même la charpente de son ainée, le dallage en terre cuite, l'allée centrale en schiste et les enduits de terre chaulée. Sur un fragment de vitrail, les armes de la Bretagne et de Rohan : « 9 hermines et 3 macles d'or » sont figées ainsi que sur deux dalles funéraires remarquables.

##### La chapelle Saint-Yves

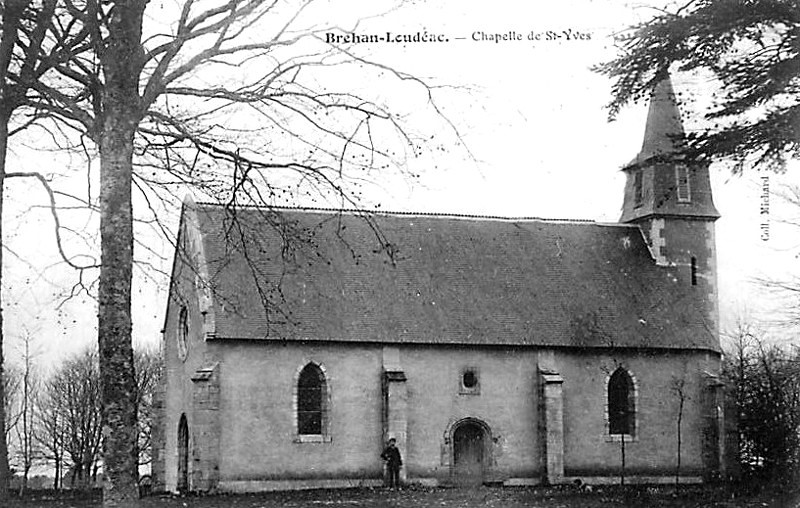
Bréhan-Loudéac : la chapelle Saint-Yves au début du XXe siècle (carte postale).

La première chapelle en ce lieu date de 1535 et seuls quelques éléments de la charpente et une pierre gravée sont encore présents dans l'actuel édifice. La chapelle reconstruite au XIXe siècle sur un plan rectangulaire, la chapelle est dotée d'un chevet à trois pans. C'est ce chevet qui supporte le poids du clocher. En entrant, il est possible de voir sur le fronton du portail, les armes des Bréhan incrustées dans une rosace.

##### La chapelle Saint-Isidore
C'est l'abbé Collet qui en 1718 prend l'initiative de construire grâce à la générosité des paroissiens une chapelle dédiée à saint Isidore. La procession du 5 février 1719 pour sa bénédiction reste dans les annales de la paroisse. L'édifice est relativement simple. Construit sur un plan rectangulaire et surmonté d'un clocheton charpenté l'extérieur sobre cache un mobilier somptueux.

#### Les calvaires

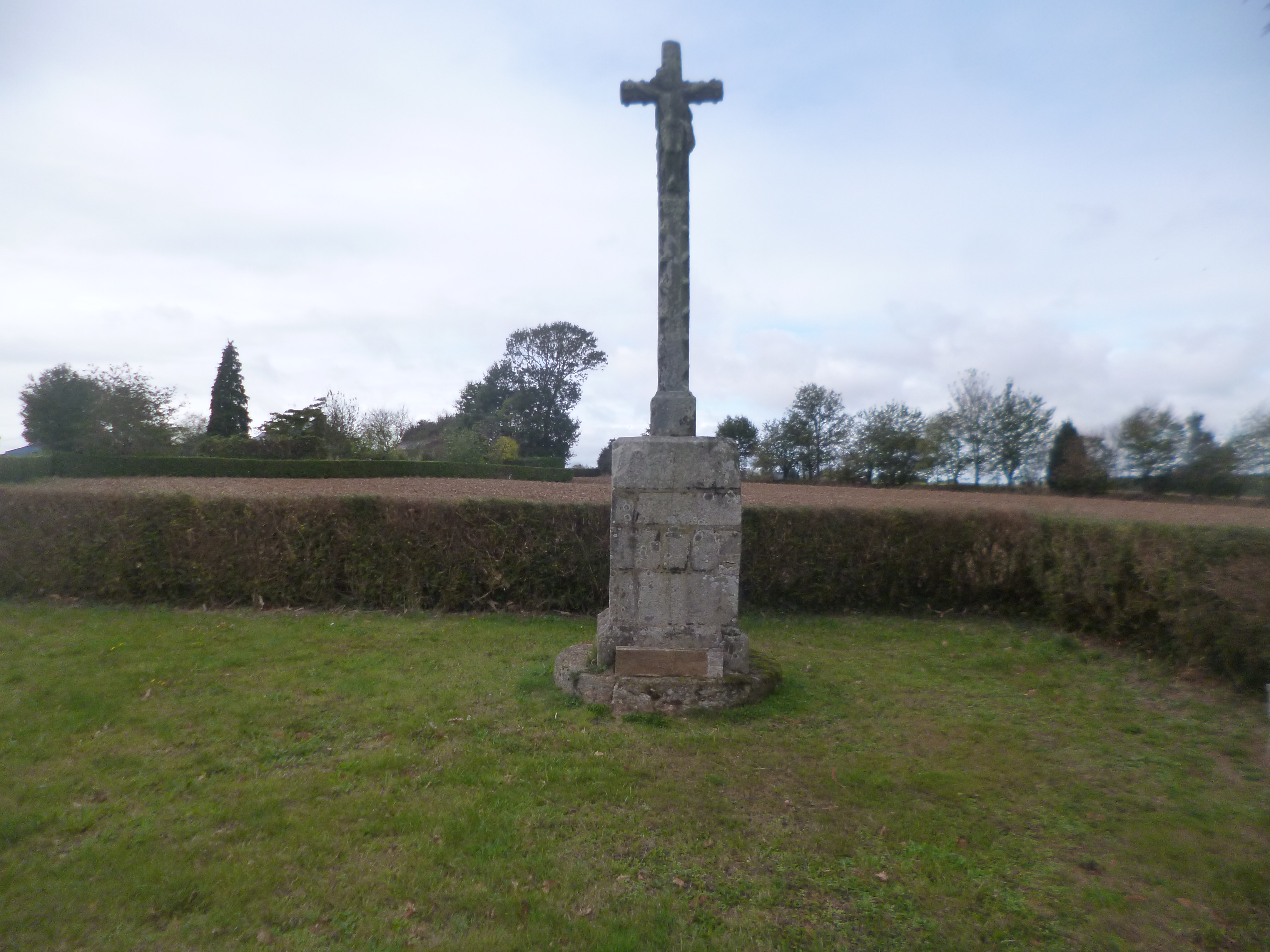
Croix Mal Mise Bréhan à la Ville Eslan.

##### Le calvaire de la croix Mal-Mise
Daté de 1711, ce calvaire est composé d'une croix à double face reposant sur un socle en pierre. Malgré cette datation, certains éléments laissent à penser que le calvaire date en partie du XVIe siècle. Il est nommé ainsi à cause d'un élément remarquable par tout un chacun. En effet le pied gauche du Christ recouvrant le pied droit n'est pas habituel et ne correspond pas aux conventions de l'Église.

##### Le calvaire de Timadeuc

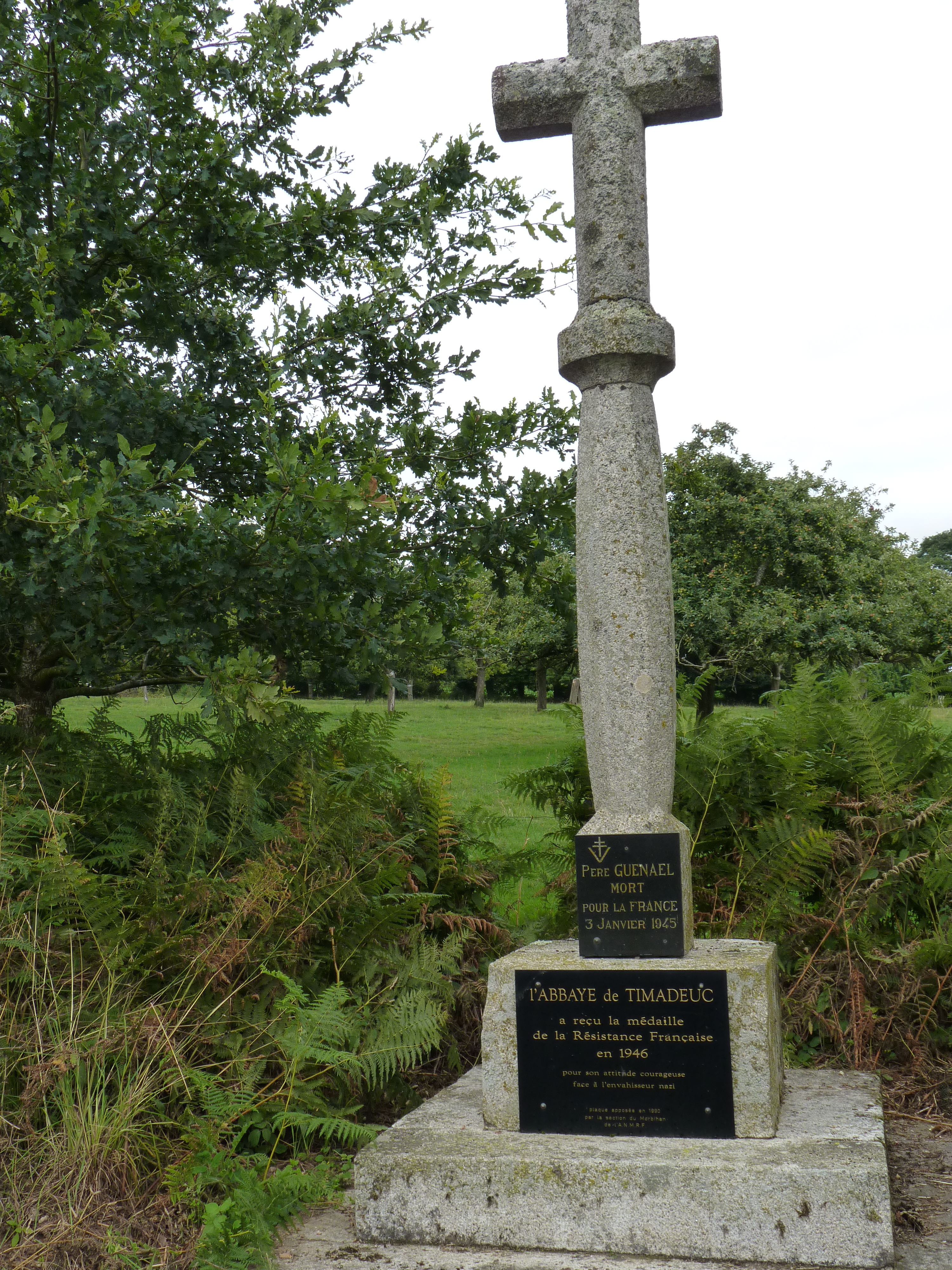
Calvaire de Timadeuc.

Élevé en 1946 en mémoire du père Guénaël de l'abbaye de Timadeuc, le calvaire de Timadeuc rappelle son courage et le rôle de l'abbaye qui servit d'accueil pour les résistants et les fugitifs, et de cache d'armes (après le parachutage d'armes, elles furent testées sur le lieu même). Arrêté le 14 juin 1943 par la Gestapo et déporté pour faits de résistance, le père décède le 3 janvier 1945 au camp de Buchenwald. L'année suivante, l'abbaye a reçu la médaille de la Résistance française « pour son attitude courageuse face à l'envahisseur nazi » comme le rappelle une plaque sur le calvaire. Ce calvaire est visible en remontant de l'écluse du même nom (sur le canal de Nantes à Brest) vers l'abbaye.

##### Le calvaire de Quengobrien
C'est un des plus vieux monuments religieux de la paroisse. Les seuls décorations qu'on peut y trouver sont des aspérités sculptées sur le fût monolithe de la croix.

##### Calvaire et fontaine de Duran
Ici, il s'agit certainement du monument religieux le plus récent de la commune car daté du XXe siècle. La fontaine est surmontée du calvaire monolithe en granit posé sur un fronton sculpté. Si la fontaine et l'ouvrage semblent récents, le calvaire semble être antérieur à l'édification de ce lieu. Tous les 15 août pour l'Assomption, la statue de Notre-Dame de Bréhan est portée en procession jusqu'à la fontaine.

##### Croix Saint-Mélec
Ce calvaire est lié à une légende selon laquelle, saint Mélec, de passage dans la région aurait été mal accueilli par les habitants de Brémaudé. Très en colère, il leur aurait prédit les pires maux. Pris de remords ces derniers auraient élevé un calvaire dédié au saint homme afin d'éloigner le mauvais œil. En réalité, le calvaire date de 1770, et saint Mélec serait lié au fils d'un comte de Cornouaille ayant vécu au VIIIe siècle.

##### Notre-Dame de Bréhan
La patronne des Bréhannais et Bréhannaises est représentée en Vierge à l'Enfant, couronnée et vêtue d'un manteau brodé de fils d'or. Très honorée dans la paroisse, la statue est emmenée en procession tous les 15 août pour l'Assomption à la fontaine de Duran.

#### Le patrimoine historique

##### L'Estuer
Fortifié en 1550, le château de l'Estuer abritait la seigneurie de la famille Estuer Roque. Une chapelle privée dédiée à saint Jean a été détruite lors de la Révolution, mais certains vestiges ont survécu tels que les ruines d'une tour de défense avec ses meurtrières ou l'entrée d'un souterrain reliant autrefois la commune de La Chèze à Rohan. Le manoir reste un élément important et magnifique de la commune.

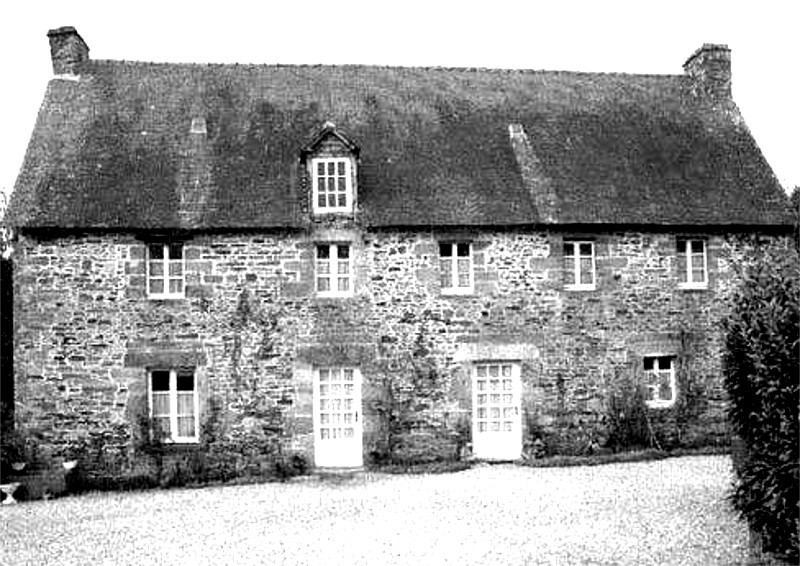
Bréhan-Loudéac : le manoir de l'Estuer au début du XXe siècle.

##### Le moulin de La Fosse
Sur les rives du Lié dans un défilé remarquable de falaises de schistes, ce moulin est un des plus beaux exemples de ce type de monument dans la région. Construit en 1850, il a abrité pendant l'occupation allemande un poste radio émetteur de la résistance, en liaison directe avec Londres. Son activité de minoterie s'est prolongée pendant 116 ans avant l'arrêt définitif intervenu en 1966. À présent partagé entre gîte et centre d'art et de sculpture, il est le lieu de départ de très belles promenades. Son architecture très bien conservée permet de mieux comprendre le fonctionnement des minoteries traditionnelles.

### Aspect médical
La commune de Bréhan a la particularité de disposer de six centres médicalisés sur son territoire. Ces centres sont une des principales sources d'emploi de la commune avec l'agriculture et l'industrie agroalimentaire. Environ 400 emplois sont donc générés par la présence des centres suivants :
1. Maison de cure de Kerlaouën : hôpital longs séjours médicalisés pour membres de communautés religieuses.
2. Centre Gwenn Ran : traitement de polyhandicaps.
3. Barr Héol : soins et recherche sur la maladie d'Alzheimer.
4. Maison de Kervihan : centre d'accueil d'enfants handicapés (-de 12 ans).
5. Maison de Kersioul : centre d'accueil de jeunes adultes handicapés.
6. Maison de repos de Penker : maison de convalescence et repos.

### Jumelages
La ville est jumelée avec :
- Pomport en Dordogne (France) depuis 1987 ;
- Olveston en Angleterre depuis 1996.

### Personnalités liées à la commune
- Famille de Bréhan, noble d'extraction chevaleresque.
- Louis de Bréhan de Plélo (1699-1734), colonel, ambassadeur de France, tué en commandant l'assaut du siège de Dantzig.
- Louise Félicité de Brehan (1726-1796), épistolière française, dame de la cour.

### Héraldique
|  | Les armoiries de Bréhan se blasonnent ainsi : De gueules à trois mâcles d’or. (Armes d’une branche de la famille de Bréhand) |